# Duminičskij rajon
Il Duminičskij rajon (in russo Думиничский район?) è un rajon dell'Oblast' di Kaluga, nella Russia europea; il capoluogo è Duminiči. Istituito nel 1929, ricopre una superficie di 1.174 chilometri quadrati.